# فرانسينا فور
فرانسينا فور (بالفرنسية: Francine Faure)‏ هي عازفة بيانو ورياضياتية فرنسية، ولدت في 6 ديسمبر 1914 في وهران في الجزائر، وتوفيت في 24 ديسمبر 1979.